# ユニオンFC
ユニオンFC（英語: Union Football Club Manila）は、フィリピンの首都マニラに本拠を置くサッカークラブである。1997年設立。ユナイテッド・フットボールリーグに所属している。

## タイトル
- Adidas Futsal Championship:1回（2006年）
- Terry Razon Copa Filipina:1回（2006年）
- United Football League:2回（2006, 2007年）